# VALL-E
VALL-Eは、2023年1月5日にMicrosoftによって発表された音声合成を行う一種の生成AIである。 
VALL-Eは、"recreate any voice from a three-second sample clip" (3秒の音声からすべての声を模倣できる)と紹介されている。  VALL-EはMeta社のLibriLightという音声ライブラリ上の60000時間分の英語の音声を使用してトレーニングされた。
また、VALL-Eに変更を加えたものである「VALL-E R」や、「VALL-E 2」なども存在する。

## VALL-E X
Microsoftによって発表された手法をPythonを用いて実装したオープンソースのVALL-E Xが存在する。この実装では英、中、日の三言語で相互の音声合成ができる。